# Brecherspitz
Brecherspitz – szczyt o wysokości 1683 metrów n.p.m. w paśmie Bayerische Voralpen, części Alp Wschodnich. Leży w Niemczech w kraju związkowym Bawaria.